# Robert Brazile
Robert Lorenzo Brazile Jr. (Mobile, 7 febbraio 1953) è un ex giocatore di football americano statunitense che ha giocato nel ruolo di linebacker per tutta la carriera con gli Houston Oilers della National Football League. È stato introdotto nella Pro Football Hall of Fame nel 2018.

## Carriera professionistica
Soprannominato "Dr. Doom", Brazile fu scelto come sesto assoluto del draft NFL 1975 dagli Houston Oilers. Quella scelta fu parte dell'accordo stretto da Sid Gillman che la acquisì assieme a Curley Culp quando scambiò John Matuszak coi Kansas City Chiefs. Tuttavia fu un nuovo allenatore/general manager, Bum Phillips, a operare la selezione il giorno del draft.
L'arrivo di Phillips a Houston portò anche un cambiato della difesa degli Oilers, che passò da una del tipo 4-3 a quella 3-4. Quest'ultima si rivelò ideale per sfruttare la combinazione di stazza e velocità di Brazile. Mentre molti citano Lawrence Taylor come prototipo dell'outside linebacker pass rusher nella NFL, ci sono altri, incluso Phillips, che ritengono Brazile il primo outside linebacker inviato a mettere pressione sul quarterback avversario. Questi giocò bene anche nella copertura sui passaggi e sulle corse, guidando spesso la squadra in tackle anche se gli avversari evitavano spesso il suo lato.
Brazile ebbe immediatamente successo con gli Oilers, venendo premiato come rookie difensivo dell'anno per la stagione 1975. Fu convocato per sette Pro Bowl consecutivi, inserito nella formazione ideale della stagione All-Pro per cinque anni consecutivi (1976–80) e inserito nella formazione ideale della NFL degli anni 1970. È l'unico linebacker di quella formazione ideale a non essere stato indotto nella Pro Football Hall of Fame. Nel 1978 e 1979, Brazile fu un membro chiave degli Oilers che raggiunsero due finali della AFC consecutive.
Dopo la terza sconfitta consecutiva nei playoff del 1980, Phillips fu licenziato dal proprietario degli Oilers Bud Adams e la squadra entrò in un periodo di declino. Le successive sconfitte misero in Brazile il pensiero del ritiro. Tuttavia, disse, fu la perdita in un incidente stradale della sua prima moglie, Cookie, a Houston nel 1984, a fargli prendere quella decisione.
Ufficialmente, Brazile terminò la sua carriera con 11 sack. Non ufficialmente invece gli furono attribuiti 48 sack, poiché questi non vennero rilevati come statistica ufficiale prima del 1982. È stato calcolato in carriera abbia messo a segno 1.281 tackle, il secondo massimo della storia degli Houston Oilers/Tennessee Titans.

## Palmarès
- Convocazioni al Pro Bowl: 7

1976, 1977, 1978, 1979, 1980, 1981, 1982
- First-team All-Pro: 5

1976, 1977, 1978, 1979, 1980
- Second-team All-Pro: 1

1981
- Rookie difensivo dell'anno - 1975
- PFWA All-Rookie Team - 1975
- Formazione ideale della NFL degli anni 1970
- Pro Football Hall of Fame (classe del 2018)

## Statistiche
| Partite totali | 147   |
| Tackle         | 1.281 |
| Sack           | 48,0  |
| Intercetti     | 13    |